# Toyota-Museum
Das Toyota-Museum (japanisch トヨタ博物館, Toyota Hakubutsukan) ist ein Automobil-Museum in Nagakute, Japan.
Das Museum wurde im April 1989 im Rahmen der Feierlichkeiten zum 50-jährigen Bestehen der Toyota Motor Corporation eröffnet. Im Rahmen des ersten Aichi-Stadtbild-Architektur Preises wurde das Gebäude 1993 mit dem ersten Preis ausgezeichnet.
Im Jahr 1999, wurde anlässlich des 10-jährigen Bestehens des Toyota-Museums ein neues Gebäude eröffnet, in dem eine ständige Ausstellung über die Geschichte der Motorisierung Japans und deren Auswirkung auf Leben und Kultur zu sehen ist.
Obwohl die Ausstellung von der Toyota Motor Corporation betrieben wird, werden nicht nur Fahrzeuge der Marke Toyota ausgestellt. Das Museum ist der über hundertjährigen Geschichte des Autos, seit dem Ende des 19. Jahrhunderts, generell gewidmet. Es sind deshalb auch Fahrzeuge aus verschiedenen Ländern und von verschiedenen Herstellern zu sehen.
Am 17. April 2019 feierte das Museum sein 30-jähriges Bestehen mit der Eröffnung des „Archivs der Autokultur“. Auch eine Rikscha aus der Zeit der vorletzten Jahrhundertwende ist als Objekt ausgestellt. Der zweite Stock des Hauptgebäudes wurde im Januar 2016 neu eröffnet, seitdem werden dort 72 Fahrzeuge ausgestellt, darunter das erste benzinbetriebene Auto von Karl Benz aus dem Jahr 1886. Die Dauerausstellung im dritten Stock des Hauptgebäudes, die zuvor nach japanischen und nicht-japanischen Herstellern unterteilt war, wurde ebenfalls am 4. Januar 2017 neu eröffnet. Die dort ausgestellten Fahrzeuge sind nun chronologisch, beginnend mit den 1950er Jahren, in fünf Gruppen eingeteilt.
Die meisten der ausgestellten Fahrzeuge sind in betriebsfähigem Zustand und werden zu speziellen Anlässen über das Gelände gefahren. Im Museum befindet sich eine Werkstatt, in der die ausgestellten Fahrzeuge gewartet werden.
Im zweiten Stock des Neubaus werden regelmäßig Themenausstellungen zu den im Museum gelagerten Fahrzeugen durchgeführt. Der Bereich für Dauerausstellungen im zweiten Stock desselben Gebäudes wurde am 17. April 2019 zum „Archiv der Autokultur“ umgestaltet. Im Zuge dessen wurde das Hauptgebäude des Museums in „Auto-Gebäude“ (japanisch クルマ館, Kurumakan) und der Neubau in „Kultur-Gebäude“ (japanisch 文化館, Bunkakan) umbenannt. Es werden außerdem ungefähr 70 weitere Fahrzeuge im Museum aufbewahrt, die nicht zur Ausstellung stehen, diese können im Frühling und Herbst bei einer speziell durchgeführten „Backyardtour“ (japanisch バックヤードツアー) besichtigt werden.

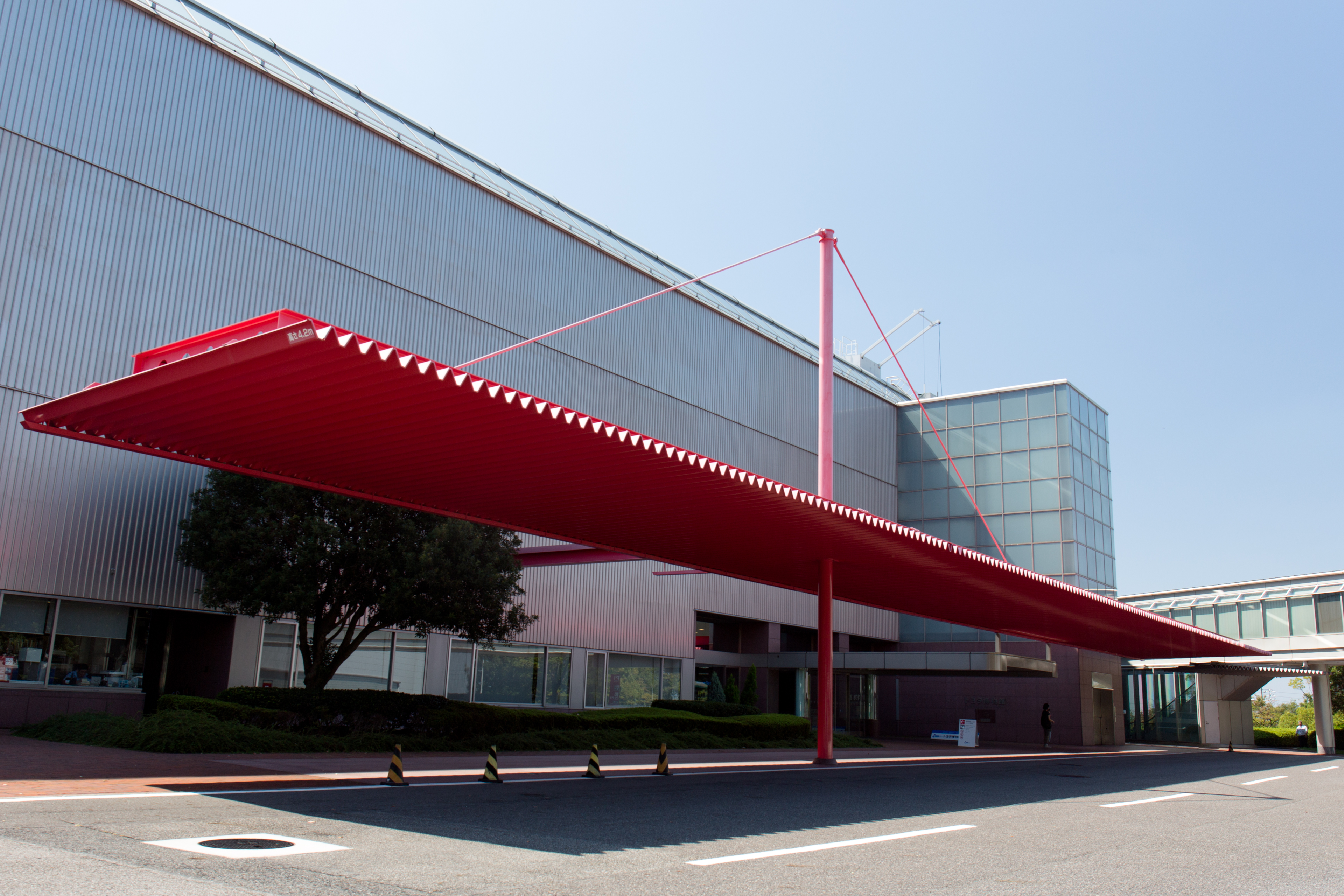
Auto-Gebäude (früher „Hauptgebäude“)
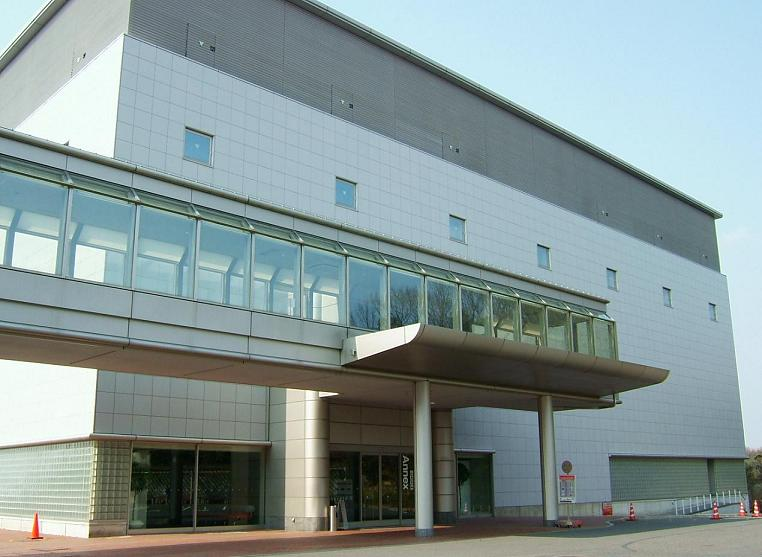
Kultur-Gebäude (früher „Neubau“)

## Geschichte
1989 wurde das Toyota-Museum mit dem 21. Chubu-Architekturpreis ausgezeichnet. Im April desselben Jahres fand die Eröffnung des Museums statt, das zu diesem Zeitpunkt lediglich aus dem Hauptgebäude, dem heutigen Auto-Gebäude, bestand. Fünf Jahre später, 1994, erhielt das Museum den 1. Aichi-Stadtbild-Architekturpreis. Zehn Jahre nach der Eröffnung, im Jahr 1999, wurde der Neubau des Museums, das Kultur-Gebäude, eröffnet.
2008 erlangten einige Fahrzeuge aus der Sammlung des Museums, darunter der ausgestellte Toyoda AA, durch das METI die Auszeichnung als Kulturerbe der industriellen Modernisierung Japans. In den folgenden Jahren gab es mehrere bedeutende Renovierungen und Umbenennungen im Museum: 2016 wurde die Dauerausstellung im Hauptgebäude umfassend renoviert, und 2017 erfolgte die Wiedereröffnung der Dauerausstellung nach Abschluss der Renovierungsarbeiten.
Im Jahr 2019 wurde der Neubau nach einer umfassenden Renovierung in Kultur-Gebäude umbenannt, während das Hauptgebäude fortan den Namen Auto-Gebäude trug.
2020 führte die Coronavirus-Pandemie zu einer vorübergehenden Schließung des Museums ab dem 29. Februar, die bis Ende Mai dauerte. Am 16. August 2020 erhielt das Museum den Preis der Japanischen Ausstellungsgesellschaft. Auch beim 31. „Classic Car Festival“ im Oktober 2020 war der Zutritt aufgrund von Infektionsschutzmaßnahmen nur für Inhaber eines Jahrespasses und Bewohner der Stadt Nagakute möglich.
Am 7. Oktober 2022 wurde das „Fuji Motorsports Museum“ in der Präfektur Shizuoka eröffnet. Einige Ausstellungsfahrzeuge des Toyota-Museums wurden daraufhin nach Shizuoka verlegt. Der erste Direktor des Toyota-Museums, Naoaki Nunogaki, übernahm zudem die Leitung beider Museen.
Kurz darauf, am 14. Oktober 2022, berichteten über 50 Personen, darunter Besucher des 33. Oldtimer Festivals und Mitarbeiter des Museums, von Symptomen einer Lebensmittelvergiftung. Das Restaurant Aview im Museum, das am Tag der Veranstaltung Bentos an die Besucher verteilt hatte, musste aufgrund der Situation von den örtlichen Gesundheitsbehörden den Betrieb einstellen. Bereits am 12. Oktober hatte das Museum jedoch freiwillig das Restaurant geschlossen. Am 10. November 2022 konnte das Restaurant Aview schließlich den Betrieb wieder aufnehmen.

## Verkehrsanbindung
Das Museum ist fußläufig innerhalb von 5 Minuten von der Station Geidaidori (japanisch 芸大通駅) der Linimo Linie zu erreichen. Außerdem existiert eine Bushaltestelle namens Toyota-Museum, die durch Meitetsu Bus betrieben wird. Am Museum selbst stehen 300 kostenfreie Parkplätze zur Verfügung, welche von der Präfekturstraße 60 (Nagoya-Nagakute Linie) erreichbar sind und sich in der Nähe der Autobahnabfahrt Nagakute (japanisch 長久手IC) befinden.

## Sonstiges
Das Toyota-Museum verfügt über ein Restaurant im Inneren des Museums sowie einen Souvenirladen.

## Pressemitteilungen
1. ↑  当館の概要, abgerufen am 23. Juli 2023
2. ↑  "T-TIME"トヨタ博物館 館だより #96 SPRING 2016, abgerufen am 24. Juli 2023
3. ↑  トヨタ博物館 開館30周年／クルマ文化資料室オープン／移動は文化トヨタ博物館ホームページ, abgerufen am 24. Juli 2023
4. ↑  "臨時休館のお知らせ". Abgerufen am 24. Juli 2023
5. ↑  " 臨時休館のお知らせ：当面の間休館いたします". Abgerufen am 24. Juli 2023
6. ↑  " 企画展：30年前の未来のクルマ". Abgerufen am 24. Juli 2023
7. ↑  第31回 トヨタ博物館 クラシックカー・フェスティバル 2022年10月17日閲覧
8. ↑  第31回 トヨタ博物館 クラシックカー・フェスティバル abgerufen am 24. Juli 2023
9. ↑  10/9開催 トヨタ博物館クラシックカー・フェスティバルでのイベント参加者向け弁当による体調不良者発生について, abgerufen am 24. Juli 2023
10. ↑  トヨタ博物館レストラン　営業再開のお知らせ（11月10日より）, abgerufen am 24. Juli 2023